# Aino Alli
Pour les articles homonymes, voir Alli.
Aino Sofia Alli, née Neumann le 17 juin 1879 à Oulu et morte le 9 novembre 1958 à Turku, est une peintre finlandaise. 
Membre du jury du Salon d'automne, elle est célèbre pour ses portraits à l'huile, ses pastels et ses miniatures sur ivoire et sur cuivre.

## Biographie
Elle étudie à l'école d'Art de Vyborg puis à l'université d'Helsingfors avant de devenir élève de Rodolphe Julian et de Filippo Colarossi puis d'Henri Morisset.
Elle a exposé à Vyborg (1909), Stockholm (1918), Helsingfors (1927) et Londres (1927-1929). Le Musée du Luxembourg possède sa miniature La petite Tony. Parmi ses œuvres les plus réputées : 
- Nature morte rouge
- Paysanne riante
- Portrait de la comtesse de Manerheim (pastel)
- Baigneuses (miniature)
- Portrait de Mlle Relander (1929)
- La mendiante (1920)
- Portrait de madame Stanback née Ramsay
- Portrait de l'actrice Nauny Westerland (Salon d'automne, 1928)
- Portrait de Mme Annie Furuhjelm, députée de la Diète (commande officielle)
- Portrait de Mme Forbes et de sa petite fille (Londres, 1926).

En février 1923, elle expose quatre-vingt-dix œuvres dont trente miniatures au Salon Strindberg (Strindbergin taidesalonki (fi)).